# Escuela de Arquitectura y Diseño de la Pontificia Universidad Católica de Valparaíso
La Escuela de Arquitectura y Diseño de la Pontificia Universidad Católica de Valparaíso, también conocida en Chile como la "e[ad] Escuela de Arquitectura y Diseño", la "Escuela de Valparaíso", o simplemente "La Escuela", corresponde a una de las escuelas de la Facultad de Arquitectura y Urbanismo de la Pontificia Universidad Católica de Valparaíso. En ella se imparten las carreras de Arquitectura y Diseño. También imparte un programa de magíster académico en arquitectura y diseño.
Siendo fuertemente influenciada por las teorías de Le Corbusier, desde fines de los años 60 se establece como una de las escuelas de Arquitectura Chilena más vanguardistas e innovadoras al postular una relación directa entre los oficios y la Poesía, además de asignarle un papel fundamental a la observación en la creación arquitectónica.

## Historia
Es una de las escuelas de Arquitectura más antiguas de Chile, y dentro de ella se gestó la fundación de la Cooperativa Amereida. Comprende también las carreras de diseño gráfico y diseño industrial, las que son impartidas bajo el mismo punto de vista (o según lo denomina la facultad, bajo el mismo ethos) de innovación que la carrera de arquitectura.
En el año 1952, la facultad contrató al arquitecto chileno Alberto Cruz y al poeta argentino Godofredo Iommi (entre otros), quienes imprimieron su particular visión de la arquitectura, y formularon las bases, que generaron el desarrollo actual de la aproximación a la arquitectura que presenta la facultad.
En 1969, los profesores de la facultad, fundaron una cooperativa privada, hoy conocida como Corporación Cultural Amereida, la cual adquirió un extenso terreno en el sector de Punta de Piedra, ubicada entre las localidades de Con-cón y Quintero. Dicho terreno fue bautizado como Ciudad Abierta y se convirtió en un campo de experimentación arquitectónico, donde se construyeron (y se siguen construyendo), proyectos experimentales de arquitectura, utilizando materiales y formas poco convencionales, siendo ejecutados principalmente por los alumnos y profesores de la facultad.
Si bien, la Corporación Cultural Amereida y la facultad, en estricto rigor, son entidades independientes entre sí, la estrecha relación que poseen, dado que la mayoría de los profesores de la facultad son miembros de la corporación, y los trabajos que en la Ciudad Abierta realizan los alumnos y profesores, vuelve prácticamente imposible hablar de una sin mencionar a la otra, ya que ambas establecen una relación simbiótica.
La arquitectura realizada y fomentada por la facultad, ha producido en la "Ciudad Abierta" obras controvertidas, tanto por el uso de los materiales, como por la forma y características de los espacios creados, un ejemplo son las "Hospederías" (denominadas así por la misma facultad), cuyo estilo ha sido también catalogado como deconstructivismo, arquitectura orgánica y arquitectura regionalista, sin embargo, debido a que su génesis no aloja nada en común con estos movimientos, sino que aboga por una aproximación completamente diferente a la arquitectura, la comparación no ha podido ser fundamentada con éxito.
Ya desde 1970, la facultad, en relación con la corporación cultural, ha ejercido una influencia dentro de los círculos de arquitectura, tanto chilenos como internacionales, debido a su original y radical punto de vista respecto a la aproximación al diseño arquitectónico, la enseñanza de la arquitectura y la relación del arquitecto con la obra.
En el ámbito social y político, en esta escuela se realizó la primera movilización a nivel nacional del proceso conocido como Reforma Universitaria de 1967, cuando el 15 de junio de ese año los estudiantes iniciaron una toma, con el apoyo decidido de los docentes, solicitando cogobierno, "universidad abierta" y que el rector fuere elegido por los académicos, no por la jerarquía católica. El movimiento alcanzó sus principales objetivos en pocos días, y fue replicado en muchas otras universidades del país en los años siguientes.

## Algunas Obras Principales
- Poema Amereida, Vol. I
- Poema Amereida, Vol. II
- Capilla Pajaritos, Maipú, Santiago (1952-1953)
- Proyecto Achupallas, Achupallas, Valparaíso (1953)
- Propuesta para la Avenida del Mar, Viña del Mar-Vaparaíso. (1969)
- Monasterio Benedictino de la Sagrada Trinidad, Las Condes, Santiago. (1954-1980), en colaboración con Gabriel Guarda.
- Iglesia de Nuestra Señora de la Candelaria, Concepción. (1960)
- Ciudad Abierta de Ritoque . (1970)
- Hospedería del Banquete, Ritoque, Quintero. (1974)
- Hospedería del Errante, Ritoque, Quintero. (1981-1995)